# Symphlebia erratum
Symphlebia erratum là một loài bướm đêm thuộc phân họ Arctiinae, họ Erebidae.